# Helicol
Helicol S.A. (acrónimo de Helicópteros Nacionales de Colombia) es un operador de helicópteros con base en el Aeropuerto Internacional El Dorado en Bogotá, Colombia. Es una subsidiaria de Avianca Group.  

## Historia
Helicol fue fundada el 3 de junio de 1955, como respuesta a las necesidades de las actividades de exploración petrolera en Colombia. Inicialmente era una empresa conjunta entre Keystone Helicopters Corporation, con sede en Filadelfia, Pensilvania, y Avianca; ya que Keystone había firmado un contrato con Shell Oil Company para realizar actividades de exploración petrolera en el norte del país. Para cumplir con las leyes aéreas vigentes en aquel entonces, Keystone buscó un socio colombiano que pudiera hacerse con el control del 51% de las acciones de la compañía, papel que asumió Avianca. Se trató de la creación del primer proveedor de servicios aéreos no regulares de Colombia.
Tres helicópteros Bell 47J arrendados a Keystone pasaron a formar la flota inicial de Helicol, y como primer gerente general fue designado el señor Alberto Farías Mendoza, importante ejecutivo de Avianca. Poco después se firmaron contratos similares y en 1957 la flota aumentó a seis helicópteros. Entre 1961 y 1963 también se realizaron actividades de fumigación de cultivos en helicópteros, y en 1964, Helicol fue contratada por la Texas Petroleum Company y la Gulf Oil Corporation para construir el oleoducto trasandino entre la localidad de Orito, en el departamento de Putumayo, y Tumaco, en la costa norte del Pacífico en Colombia, trabajo en el que se utilizaron los Bell 204. Las tareas requerían levantar pesados tubos metálicos y ubicarlos en la traza del ducto, a través de terrenos irregulares. Trabajos similares se realizaron en Ecuador en 1969, en la construcción del Oleoducto Transecuatoriano y también en Perú en 1970. Es importante mencionar que ni siquiera los ex pilotos de Vietnam lograron volar las máquinas Bell 204, la forma en que los colombianos lo hicieron. También se realizaron servicios adicionales en El Salvador, Guatemala y Nicaragua, en Centroamérica. En ese momento, la empresa era propiedad total de Avianca.
Helicol sirvió bien para otras actividades en Colombia, como la minería, la construcción de líneas eléctricas y represas hidroeléctricas; En 1980, Helicol era el mayor operador de helicópteros de América Latina. En 1978 se introdujo el servicio de aviones ejecutivos con el uso del IAI Westwinds, convirtiéndose en el primer tipo de este tipo en operar en Colombia. En ese momento, la empresa había establecido un centro de mantenimiento en Barranquilla donde se realizaba reparación de motores de pistón, así como soporte de mantenimiento a helicópteros Bell, debidamente autorizados por el fabricante para las Fuerzas Aéreas de Argentina y Panamá.
En 1979 se pusieron en servicio cuatro De Havilland Canada DHC-6 Twin Otter, principalmente para las actividades mineras de carbón que se realizaban en La Guajira, así como para la industria petrolera. Helicol también suministró las tripulaciones de tierra y de vuelo para la operación del dos De Havilland Canada Dash 7, propiedad de Drummond Company, ganadora de los derechos para explotar las mayores minas de carbón a cielo abierto del mundo. Otras operaciones realizadas por Helicol por cuenta de terceros incluyeron el Bell 206 de los Servicios de Salud del Departamento de Antioquia, así como el helicóptero de noticias Caracol. En 1981, Helicol arrendó dos aviones Grumman Gulfstream I a North American Air Service, que luego fueron adquiridos para cubrir contratos firmados con el Banco Central de Colombia para necesidades de transporte. También se alquilaron dos Grumman Gulfstream I adicionales para complementar los dos primeros del tipo.
Además del Bell 47J, Helicol también voló con otros helicópteros Bell hasta aproximadamente 1984. Entre agosto de 1982 y mayo de 1985, se alquiló un IAI Arava para brindar apoyo a las diferentes actividades petroleras y mineras realizadas por empresas estadounidenses, canadienses y británicas. empresas del País. A mediados de los años 80 también se introdujo un helicóptero Bell 214ST.
La llegada de al menos doce Mil Mi-8 y Mil Mi-17 de fabricación rusa, y los AS350B y AS355F1 de la Aerospatiale francesa (actual Airbus Helicopters), permitió a Helicol ampliar sus actividades y, en 1994, ofrecía un servicio de enlace de helicópteros entre el centro de Medellín y el aeropuerto, ubicado en la cima de un acantilado de 8.000 pies. montaña, hasta que uno de los Bell 212 utilizados fue secuestrado.
En 1996, el principal accionista, Avianca, decidió que era necesario reorganizar la empresa y se vendieron todos los Mi-8 y el AS350B. Los Twin Otters fueron transferidos a la empresa hermana SAM y, dado que la flota de Westwind ya se había vendido unos años antes, se incorporó un Cessna Citation III a Helicol.
Después de la compra de Avianca en 2004 por parte del Grupo Synergy, la adquisición de Helicol siguió en 2007. En 2008, también se agregaron a su flota reducida los Beechcraft 1900D, estos últimos operados por la filial egipcia fundada en 1982 Petroleum Aviation Services.

## Operaciones
El 95% de las operaciones de Helicol se realizan en tierra.
- Instalaciones de soporte y supervisión de redes eléctricas.
- Ambulancia Aérea y Búsqueda y Rescate.
- Operaciones costa afuera.
- Lucha contra incendios.
- Apoyo a las operaciones de rescate.
- Estudio sismográfico con línea larga y corta.
- Transporte Ejecutivo.
- Transporte de carga.
- Construcción y mantenimiento de tuberías.
- Exploración y perforación petrolera.

## Flota

### Flota actual[6]
Helicol opera una flota de helicópteros y pequeñas aeronaves:
| Aeronaves          | En servicio | Pasajeros (clase única) | Matrículas | Antigüedad |
| ------------------ | ----------- | ----------------------- | ---------- | ---------- |
| Beechcraft 1900    | 4           | 19                      | HK-4959    | 28 años    |
| Beechcraft 1900    | 4           | 19                      | HK-4963    | 27 años    |
| Beechcraft 1900    | 4           | 19                      | HK-4564    | 23 años    |
| Beechcraft 1900    | 4           | 19                      | HK-5003    | 27 años    |
| Bell 212           | 4           | 14                      | HK-3183X   | 43 años    |
| Bell 212           | 4           | 14                      | HK-3303    | ??         |
| Bell 212           | 4           | 14                      | HK-3336    | ??         |
| Bell 212           | 4           | 14                      | HK-4031    | ??         |
| Bell 412           | 2           | 13                      | HK-4680    | 42 años    |
| Bell 412           | 2           | 13                      | HK-4744    | 42 años    |
| Bell 412EP         | 1           | 14                      | HK-4519    | 17 años    |
| Eurocopter AS365N3 | 1           | 12                      | PR-SEG     | ??         |

### Antigua flota[6]
| Aeronaves                            | Total | Introducido | Retirado | Matrículas                                                                                      |
| ------------------------------------ | ----- | ----------- | -------- | ----------------------------------------------------------------------------------------------- |
| AgustaWestland AW119 Koala           | 1     | 2010        | 2014     | HK-4697                                                                                         |
| Bell 47J                             | 3     | 1955        | ??       |                                                                                                 |
| Bell 205                             | ??    | 1964        | ??       |                                                                                                 |
| Bell 206B                            | ??    | ??          | ??       |                                                                                                 |
| Bell 214ST                           | ??    | c. 1985     | ??       |                                                                                                 |
| Bell H-13 Sioux                      | 3     | 1957        | ??       |                                                                                                 |
| Cessna 525 CitationJet               | 1     | 2012        | 2015     | HK-5120                                                                                         |
| Cessna 550 Citation II               | 1     | 2008        | 2014     | HK-4597                                                                                         |
| De Havilland Canada Dash 7           | 2     | 1984        | 2007     | HK-3111 y HK-3340W                                                                              |
| De Havilland Canada DHC-6 Twin Otter | 8     | 1980        | 1995     | HK-2950X, HK-2889, HK-2439, HK-2553, HK-2739X (re-reg. HK-3021X), HK-2954X, HK-2934X y HK-2970X |
| Grumman Gulfstream I                 | 2     | 1987        | 2015     | HK-3634X y HK-3315X                                                                             |
| Hawker 400                           | 1     | 1997        | 1998     | N147BJ                                                                                          |
| IAI Westwind                         | 1     | 1994        | 2000     | HK-4204X                                                                                        |
| Learjet 60                           | 1     | 2008        | ??       | HK-4565                                                                                         |
| Mil Mi-8                             | 8     | c. 1990     | 1996     |                                                                                                 |
| Mil Mi-17                            | 4     | c. 1990     | 1994     |                                                                                                 |
| Sikorsky H-34                        | 1     | 1981        | 1981     | HK-2071X                                                                                        |